# شیفانگ
شیفانگ (به لاتین: Shifang) یک شهر در جمهوری خلق چین است که در منطقه دییانگ واقع شده‌است.

## خصوصیات
شیفانگ ۸۶۳ کیلومترمربع مساحت و ۴۳۰٬۰۰۰ نفر جمعیت دارد.